# TVCC
Televisora Comunitaria de Calabozo (TVCC) es un canal de televisión comunitaria venezolano con sede en Calabozo, Estado Guárico. Fundada en 2002 por Berardo De Nicolais, esta televisora nació con el objetivo de proporcionar un espacio de comunicación local que promoviera valores culturales, educativos y sociales, adaptados a las necesidades de la población calaboceña.

## Historia
TVCC fue creada ante la necesidad de una plataforma televisiva que educara, informara y entretuviera de manera sana a los habitantes de Calabozo. Desde su fundación, ha operado de forma ininterrumpida, consolidándose como un medio esencial para la comunidad. Según su fundador, Berardo De Nicolais, la visión de TVCC es ofrecer una televisión que no solo informe, sino que también fomente valores y muestre el potencial humano y territorial de la región.
En marzo de 2024, TVCC celebró 22 años al aire, reafirmando su compromiso con la colectividad y su papel como un canal inclusivo y orientado a las necesidades locales.

## Programación
La programación de TVCC tiene un enfoque cultural, recreativo, deportivo, educativo e informativo. Está diseñada para fomentar valores como la educación, la familia, la fe, el respeto, el amor por el ambiente y la paz. La televisora produce programas originales en su planta de Calabozo, abarcando temas relevantes para la región y el país.
Entre los contenidos destacados se incluyen:
- Programas de opinión y denuncia con propuestas de solución.
- Noticias locales y regionales.
- Producciones culturales que exaltan las tradiciones llaneras.
- Espacios educativos y recreativos para la comunidad.

## Producción
Los programas son grabados y producidos posteriormente en las instalaciones de TVCC, garantizando contenido de calidad que responda a las expectativas del público local. La televisora se caracteriza por su constante innovación en formatos y temas, manteniéndose cercana a su audiencia.

## Impacto en la Comunidad
TVCC ha sido un pilar en la vida social y cultural de Calabozo. Su labor trasciende el ámbito de la televisión, actuando como un puente entre la ciudadanía y las instituciones locales, y fomentando el diálogo y la convivencia pacífica.